# Terry Cooke
Terry Cooke, właśc. Terence John Cooke (ur. 5 sierpnia 1976 w Marston Green) – piłkarz angielski występujący na pozycji pomocnika.

## Sukcesy
Manchester United
- FA Youth Cup: zdobywca 1995